# Simon Glücklich
Simon Glücklich (ur. 27 marca 1863 w Bielsku, zm. 29 marca 1943 w Monachium) – austriacki malarz przełomu XIX i XX wieku.

## Życiorys
Urodził się w Bielsku na Śląsku Austriackim jako syn malarza dekoratora, Leo Glücklicha. W latach 1880–1890 studiował na Akademii Sztuk Pięknych w Wiedniu, kształcił się m.in. pod kierunkiem Leopolda Carla Müllera. Do 1917 żył w Wiedniu, później osiedlił się w Monachium. Duże znaczenie dla jego twórczości miały dwie długie podróże: w 1890 do północnych Włoch oraz w 1920 nad Bałtyk.
Początkowo poświęcał się przede wszystkim malarstwu rodzajowemu, później zajął się przedstawieniami krajobrazowymi, martwą naturą oraz scenami mitologicznymi. Wiele jego prac z przełomu wieków należy do popularnego wówczas secesyjnego nurtu przedstawiania świata, zgodnie z którym człowiek i natura stanowią szczęśliwą jedność. W ostatnim okresie twórczość Glücklicha ewoluowała w stronę portretów i aktów, głównie szlachty i wysokiej burżuazji.
W sali reprezentacyjnej Strzelnicy w rodzinnym Bielsku (ob. Dom Muzyki) stworzył malowidło Geniusze i muzy. Dwa jego obrazy, Kwartet dziecięcy oraz Bukiet, zakupił podczas wystaw organizowanych w 1890 i 1898 przez wiedeński Dom Artystów (Künstlerhaus) cesarz Franciszek Józef I. W 1905 otrzymał Złoty Medal Międzynarodowej Wystawy Sztuki w Monachium.
Współcześnie obrazy Glücklicha znajdują się w licznych muzeach niemieckich, m.in. w monachijskiej Nowej Pinakotece i hamburskiej Kunsthalle. Ich ceny rynkowe sięgają współcześnie 40 tysięcy euro.

## Wybrane dzieła

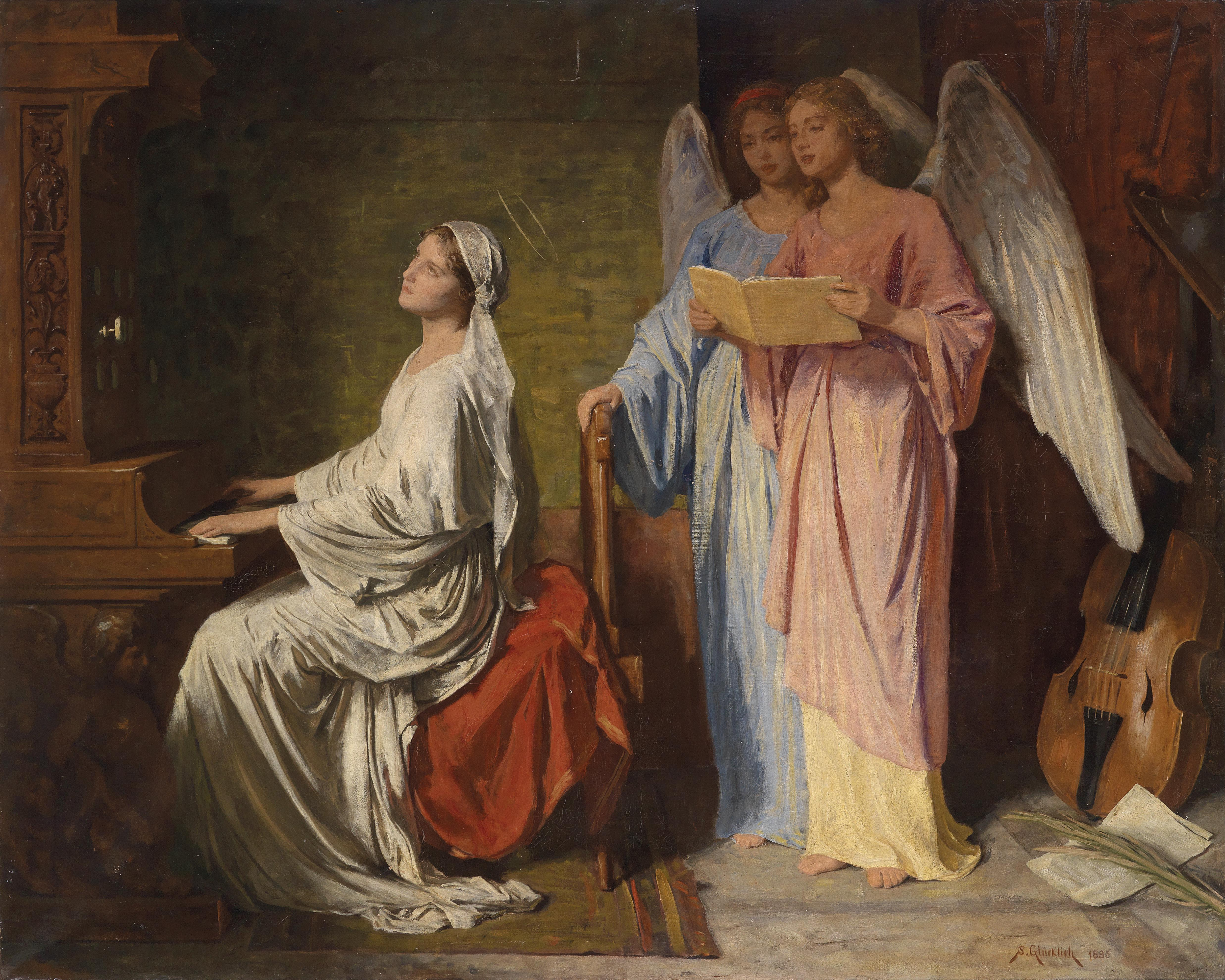
Gra św. Cecylii w towarzystwie aniołów
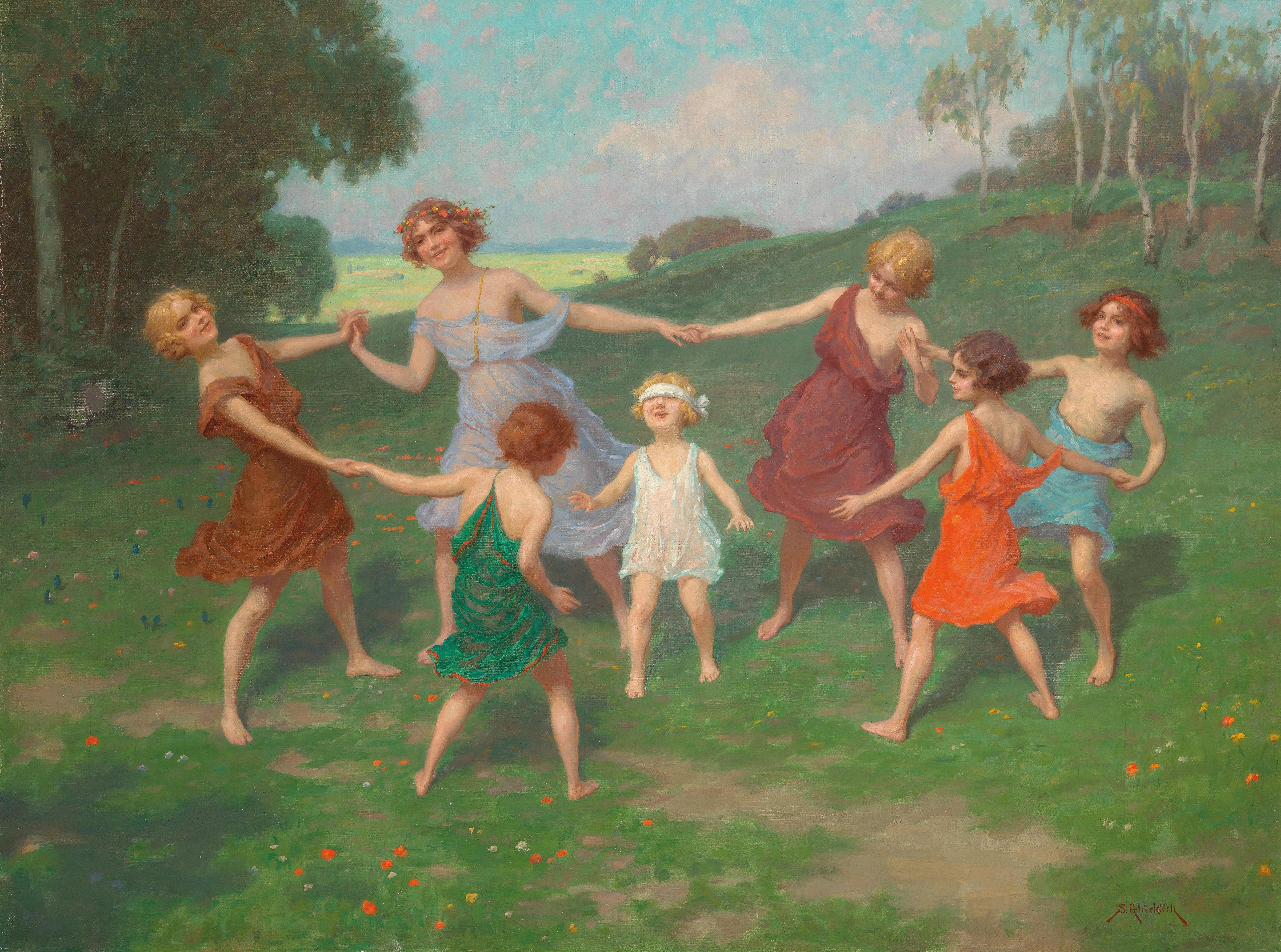
Ciuciubabka
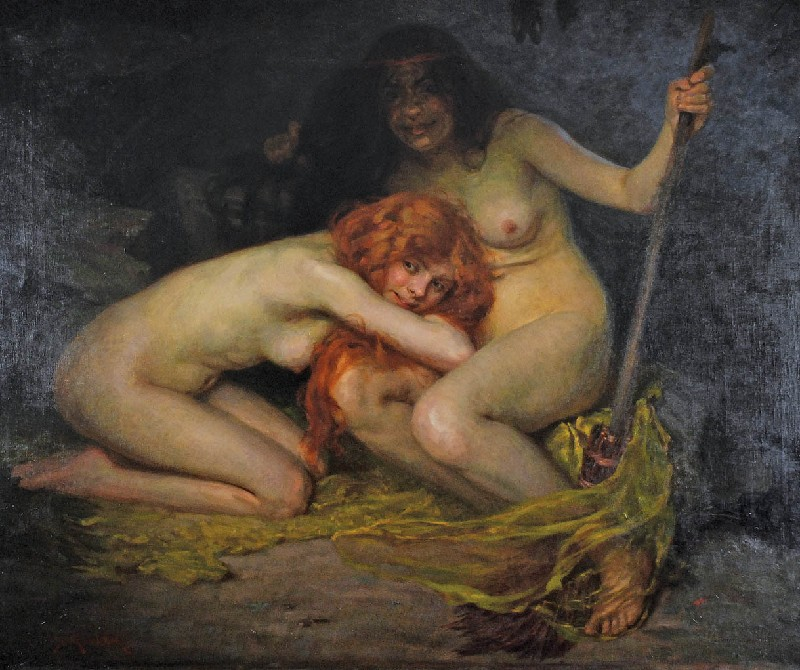
Czarownice
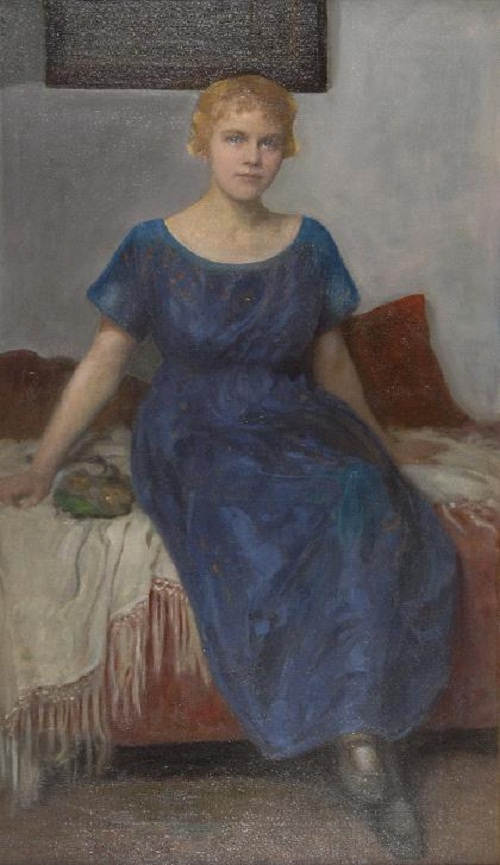
Portret pani Trinkl